# Oswaldia reducta
Oswaldia reducta är en tvåvingeart som först beskrevs av Villeneuve 1930.  Oswaldia reducta ingår i släktet Oswaldia och familjen parasitflugor. Arten har ej påträffats i Sverige. Inga underarter finns listade i Catalogue of Life.